# Jedburgh
Jedburgh is een plaats en voormalige burgh in het Schotse bestuurlijke gebied Scottish Borders, gelegen aan de rivier Jed Water. De plaats was willekeurig gekozen als naamgever voor Operatie Jedburgh tijdens de Tweede Wereldoorlog. Jedburgh ligt aan de A68 naar Edinburgh en Newcastle upon Tyne. 

## Geschiedenis
Jedburgh had al een kerk in de negende eeuw, gesticht door bisschop Ecgred of Lindisfarne. In 1138 stichtte koning David I van Schotland er een priorij die in 1147 uitgroeide tot Jedburgh Abbey. Tijdens de vele schermutselingen en oorlogen tussen de Schotten en de Engelsen die in deze grensstreek plaatsvonden, had Jedburgh het zwaar te verduren. De plaats werd meermaals door de Engelsen bezet. In 1409 was dat zelfs de reden voor de Schotten om zélf het kasteel van Jedburgh te vernietigen. In de vroege 19e eeuw werd op de plaats van het kasteel de Jedburgh Castle Jail gebouwd. In 1856 werd Jedburgh aangesloten op het spoornetwerk, totdat het spoor in 1968 werd opgeheven.

## Geboren in Jedburgh
- Mary Somerville (1780-1872), wetenschappelijk schrijfster naar wie Somerville College is vernoemd
- David Brewster (1781-1868), natuurkundige en uitvinder
- Ned Haig (1858-1939), bedenker van Rugby Sevens

## Fotogalerij

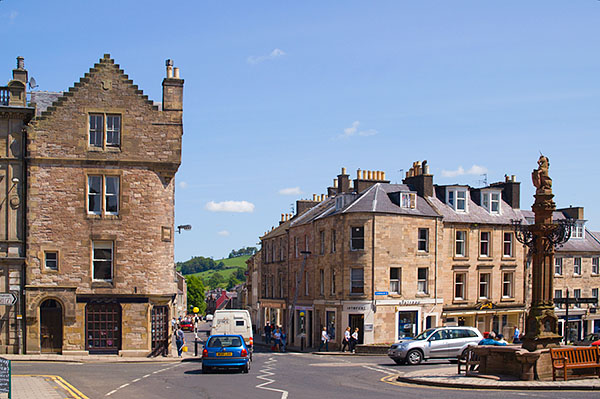
Dorpscentrum
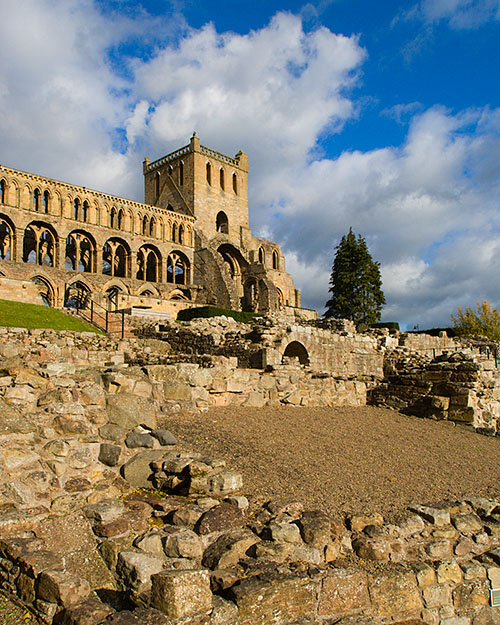
Jedburgh Abbey